# Militärreitinstitut
Ein Militärreitinstitut war eine Anstalt zur theoretischen und praktischen Ausbildung von Offizieren und Unteroffizieren der Kavallerie und von Offizieren der Feldartillerie zu Reitlehrern für die Truppen.
Nach den Befreiungskriegen von 1813 bis 1815 wurde in Berlin eine Lehreskadron eingerichtet, die 1849 durch eine Militärreitschule in Schwedt a. O. abgelöst wurde. Diese wurde 1867 nach Hannover verlegt. Das königlich-preußische Militärreitinstitut Hannover bestand aus Offizierreitschule und der Kavallerie-Unteroffizierschule.
Die Offizier-Reitschule in Paderborn und die Offizier-Reitschule in Soltau waren Schulungseinrichtungen des preußischen Heeres.
Den gleichen Zwecken dienten in der kaiserlichen Armee außerdem die königlich-bayrische Equitationsanstalt in München und die königlich-sächsische Militärreitanstalt in Dresden.
Nachfolger wurde 1920 die Kavallerieschule der Reichswehr, der wiederum 1935 die Heeres-Reitschule folgte.
Österreich-Ungarn hatte das Militär-Reitlehrerinstitut in Wien, das Militärreit- und Fahrlehrerinstitut zu Schloss Hof in Engelhartstetten in Niederösterreich und die Landwehrzentralkavallerieschule in Budapest.
In Italien gab es die Kavallerieschule in Pinerolo, in Frankreich die Kavallerieschule in Saumur (Cadre Noir) und in Russland die Offizier-Kavallerieschule in St. Petersburg.